# Kathrin Kühnel
Kathrin Kühnel (* 10. Januar 1977 in Hannover) ist eine deutsche Schauspielerin.

## Leben
Nach dem Abitur zog Kathrin Kühnel nach Berlin. Ursprünglich um sich der Malerei zu widmen, entdeckte sie jedoch ein Jahr später ihr Talent zum Schauspiel. So stellte sie sich 1997 erfolgreich beim LIZ-Theater vor. Zwei Jahre später stand sie 1999 in dem Film Der Landvermesser das erste Mal vor der Kamera. 2001 folgte dann mit dem Film be.angeled der erste Kinofilm. Ihre stimmliche Ausbildung absolvierte sie bei Margarete Steinhäuser in Berlin, ihre Schauspielausbildung bei Michael Keller, ebenfalls in Berlin. Neben ihrer Schauspielerei studierte Kühnel Psychologie.
Im Jahr 2003 erhielt Kühnel den Günter-Strack-Fernsehpreis als Beste Schauspielerin für ihre Rolle als Mona Thiele in dem Film Die Novizin.
Kühnel wirkte als Schauspielerin vor der Kamera in bisher über 40 Film-und-Fernsehproduktionen mit.
Kühnel lebt in Berlin.

## Filmografie
- 1999: Der Landvermesser
- 1999: Sheila – Dynamit im Einsatz
- 2000: Erdbeeren
- 2000: Notbremse (Kurzfilm)
- 2001: Be.angeled
- 2001: Die Novizin
- 2002: Das schönste Geschenk meines Lebens
- 2003: Der Ermittler (Fernsehserie, Folge: Nachtschwimmer)
- 2004: Baal
- 2004: Der Ärgermacher
- 2004: Der Stich des Skorpion
- 2004: Donna Leon – Sanft entschlafen (Fernsehreihe)
- 2004: Tatort: Märchenwald (Fernsehreihe)
- 2004: Wilsberg: Tödliche Freundschaft (Fernsehreihe)
- 2005–2023: SOKO Leipzig (Fernsehserie, 3 Folgen, verschiedene Rollen)
- 2005: Der Bulle von Tölz: Der Weihnachtsmann ist tot (Fernsehreihe)
- 2005: Die unlösbaren Fälle des Herrn Sand
- 2005: Herzentöter
- 2005: Mein perfektes Leben
- 2006–2016: SOKO Köln (Fernsehserie, 2 Folgen, verschiedene Rollen)
- 2005–2009: Küstenwache (Fernsehserie, 2 Folgen, verschiedene Rollen)
- 2006: Aschermittwoch (Kurzfilm)
- 2006: Herztöter
- 2006: Sunny
- 2007: Alles außer Sex (Fernsehserie, 10 Folgen)
- 2007: Der Dicke (Fernsehserie, Folge: Große Pläne)
- 2008: Im Tal der wilden Rosen – Die Macht der Liebe (Fernsehreihe)
- 2008: Kommissarin Lucas – Wut im Bauch
- 2009: Joanna Trollope: In Boston liebt man doppelt (Fernsehreihe)
- 2011: Mord in bester Gesellschaft: Die Lüge hinter der Wahrheit (Fernsehreihe)
- 2011: Im falschen Leben
- 2012: Tatort: Tödliche Häppchen
- 2013: Hänsel und Gretel: Hexenjäger
- 2013–2018: SOKO Wismar (Fernsehserie, 2 Folgen, verschiedene Rollen)
- 2013: In aller Freundschaft (Fernsehserie, Folge: Täuschungsmanöver)
- 2014: Donna Leon – Reiches Erbe
- 2014: Letzte Spur Berlin (Fernsehserie, 1 Folge)
- 2014–2016: Ein Fall für zwei (Fernsehserie, 14 Folgen)
- 2016: Herzensbrecher – Vater von vier Söhnen (Fernsehserie, Folge: Von Vätern und Söhnen)
- 2018: Notruf Hafenkante (Fernsehserie, 1 Folge)
- 2018: Morden im Norden (Fernsehserie, Folge: Heilende Hände)
- 2018: Heldt (Fernsehserie, Folge: Allein in Bochum)
- 2019: In aller Freundschaft – Die jungen Ärzte (Fernsehserie, Folge: Schattensprünge)
- 2023: Tell – A Hunters Tale

## Theater
- LIZ Theater, 1997:
  - Tom Sawyer, Becky Thatcher
  - Harold & Maude, Heiratsanwärterin
  - Pippi Langstrumpf, Frau Settergrin
  - Don Karlos, Königin

- Theater Karlshorst, 1998: Schwarzwelts Kirschtorte, als Die Versuchung